# Lac Frontenac
Lac Frontenac är en sjö i Kanada.   Den ligger i regionen Saguenay–Lac-Saint-Jean och provinsen Québec, i den östra delen av landet, 400 km norr om huvudstaden Ottawa. Lac Frontenac ligger 437 meter över havet. Arean är 3,0 kvadratkilometer. Den sträcker sig 5,1 kilometer i nord-sydlig riktning, och 2,5 kilometer i öst-västlig riktning.
I omgivningarna runt Lac Frontenac växer i huvudsak blandskog. Trakten runt Lac Frontenac är nära nog obefolkad, med mindre än två invånare per kvadratkilometer.